# حصین (زرند)
حصن، روستایی از توابع بخش مرکزی شهرستان زرند در استان کرمان ایران است.

## جمعیت
این روستا در دهستان جرجافک قرار دارد و براساس سرشماری مرکز آمار ایران در سال ۱۳۸۵، جمعیت آن ۱۰۳ نفر (۳۸خانوار) بوده‌است.
طبق تحقیقات به عمل آمده از افراد قدیمی روستا وشواهدو آثار بجا مانده از خانه های مخروبه قدیمی جمعیت این روستا در حدود ۱۵۰ سال پیش بالای هزار نفر بود که به دلیل خشکسالی های متوالی و خشک شدن چهار چشمه و قنات این روستا اکثر ساکنانش به شهرهای زرند و رفسنجان و نوق مهاجرت کردند